# Ach Gott, vom Himmel sieh darein, BWV 2
Ach Gott, vom Himmel sieh darein, BWV 2, (em português: Oh Deus, olhe para baixo do céu), é uma cantata composta por Johann Sebastian Bach em Leipzig em 1724 para o segundo domingo após a Trindade, que ocorreu neste ano em 18 de junho e que marca a data da primeira apresentação. As leituras prescritas para esse dia são I João 3: 13-18 e Lucas 14: 16-24 .

## Cantata Coral
Essa cantata é uma cantata coral, baseada exclusivamente nas palavras do coral homônimo publicado por Martinho Lutero em 1524, que parafraseou o Salmo 12. As palavras são usadas sem alteração nos movimentos 1 e 6. Um poeta desconhecido transcreveu as idéias dos versículos 2-5 para os recitativos e arias. A cantata é a segunda de uma série de cantatas corais que Bach compôs no seu segundo ciclo anual em Leipzig.
O tema do coral homônimo foi escrito por Martinho Lutero, apesar de que Paul Speratus já havia usado a melodia em seu hino "Es ist das Heil uns kommen her"

## Notação e Estrutura
A obra foi escrita para trombones, oboés, violinos, viola e baixo contínuo, três solistas vocais (contralto, tenor e baixo) além de quatro partes para coro.
Compreende seis movimentos:
1. Choral: Ach Gott, vom Himmel sieh darein
2. Rezitativ (tenor): Sie lehren eitel falsche List
3. Aria (contralto, violino): Tilg, o Gott, die Lehren
4. Rezitativ (baixo, cordas): Die Armen sind verstört
5. Aria (tenor): Durchs Feuer wird das Silber rein
6. Choral: Das wollst du, Gott, bewahren rein

## Música
No primeiro e no último movimento, com as palavras do hino original, o estilo da música é "arcaico", com os instrumentos dobrando as vozes. No primeiro movimento, a melodia do coral é cantada pelo contralto, em notas longas e cada trecho é preparado para entrada em fuga das outras partes, sobre o mesmo tema. O 2º movimento é um recitativo secco, mudando para arioso em duas linhas semelhantes às palavras do coral, marcada pelo compositor como adagio. A ária de contralto está escrita no estilo "moderno" com um solo de violino, marcada pelo compositor como animada. O recitativo do baixo é acompanhado pelas cordas. A ária de tenor é contrastada por um concerto dos oboés e cordas, que são silenciosos na seção intermediária até a sua transição para o Da Capo.

## Para ouvir
| Ach Gott, vom Himmel sieh darein                                                  |
| noicon                                                                            |
| 1º Movimento da Cantata BWV 2, de Johann Sebastian Bach pela Camerata Ars Musica. |

## Texto
| 1. Chor Ach Gott, vom Himmel sieh darein Und laß dich's doch erbarmen! Wie wenig sind der Heilgen dein, Verlassen sind wir Armen; Dein Wort man nicht läßt haben wahr, Der Glaub ist auch verloschen gar Bei allen Menschenkindern. 2. Rezitativ Sie lehren eitel falsche List, Was wider Gott und seine Wahrheit ist; Und was der eigen Witz erdenket, - O Jammer! der die Kirche schmerzlich kränket - Das muß anstatt der Bibel stehn. Der eine wählet dies, der andre das, Die törichte Vernunft ist ihr Kompaß; Sie gleichen denen Totengräbern Die, ob sie zwar von außen schön, Nur Stank und Moder in sich fassen Und lauter Unflat sehen lassen. 3. Arie Tilg, o Gott, die Lehren, So dein Wort verkehren! Wehre doch der Ketzerei Und allen Rottengeistern; Denn sie sprechen ohne Scheu: Trotz dem, der uns will meistern! 4. Rezitativ Die Armen sind verstört, Ihr seufzend Ach, ihr ängstlich Klagen Bei soviel Kreuz und Not, Wodurch die Feinde fromme Seelen plagen, Dringt in das Gnadenohr des Allerhöchsten ein. Darum spricht Gott: Ich muß ihr Helfer sein! Ich hab ihr Flehn erhört, Der Hilfe Morgenrot, Der reinen Wahrheit heller Sonnenschein Soll sie mit neuer Kraft, Die Trost und Leben schafft, Erquicken und erfreun. Ich will mich ihrer Not erbarmen, Mein heilsam Wort soll sein die Kraft der Armen. 5. Arie Durchs Feuer wird das Silber rein, Durchs Kreuz das Wort bewährt erfunden. Drum soll ein Christ zu allen Stunden Im Kreuz und Not geduldig sein. 6. Choral Das wollst du, Gott, bewahren rein Für diesem arg'n Geschlechte; Und laß uns dir befohlen sein, Daß sichs in uns nicht flechte. Der gottlos Hauf sich umher findt, Wo solche lose Leute sind In deinem Volk erhaben. | 1. Coro Ah Deus, olha para baixo do céu misericórdia e ainda sobre nós! Como poucos são os teus santos, que os pobres são abandonados; Sua Palavra não é confirmada como verdadeira, e a fé, é também extinta entre toda a humanidade. 2. Recitativo Eles ensinam o engano, vã falsidade, que se opõe a Deus e à Sua verdade; e qual o seu juízo próprio, - O sofrimento! que tão dolorosamente enfraquece a igreja - deve tomar o lugar da Bíblia. Um escolhe isso, outros aquilo, e motivo tolo é a sua bússola. Eles são como os túmulos dos mortos, que, embora possam ser limpos na parte externa, contem fedor e mofo dentro deles a mostrar a obscenidade pura. 3. A Aria Ó Deus, retira os ensinamentos que pervertem a Sua palavra! Luta contra a heresia e todos os espíritos divergentes; E eles dizem sem vergonha: Desafiamos quem nos governa! 4. Recitativo Os miseráveis são confusos, seus suspiros Ah, o choro ansioso de tanto tormento e angústia, através do qual o inimigo das almas justas, anéis na orelha da graça de Deus Todo-Poderoso. Para isso Deus diz: "Eu devo ser seu ajudante! Eu tenho ouvido o seu choro; o alvorecer róseo da ajuda, o sol brilhante da verdade pura é com o novo poder, criação de esperança e de vida, atualiza-los e torná-los felizes. Vou ter pena de seu sofrimento, Minha palavra de cura é a força dos fracos. 5. Aria Através do fogo, a prata é purificada, através da cruz a luta é verificada. Portanto, um cristão deve continuamente levar a sua cruz do sofrimento com paciência. 6. Coral Este Deus, que iria nos manter puros Antes desta ímpia corrida; E vamos ser obedientes a você Sob pena de ser marcado dentro de nós. O ímpio cerca a multidão, Quando as pessoas forem devassas será exaltado entre o seu povo. |

## Vert também
- Lista de cantatas de Johannn Sebastian Bach
- Luteranismo